# NGC 4003
NGC 4003 é uma galáxia lenticular (SB0) localizada na direcção da constelação de Leo. Possui uma declinação de +23° 07' 31" e uma ascensão recta de 11 horas, 57 minutos e 59,0 segundos.
A galáxia NGC 4003 foi descoberta em 10 de Abril de 1785 por William Herschel.